# Чамі
Ча́мі (chami) — індіанське карибське плем'я, що проживає в Колумбії, в департаментах Кальдас і Толіма.
Населення майже втратило свою первісну культуру.